# Brother's Keeper (logiciel)
Pour les articles homonymes, voir Brother's Keeper.
 (octobre 2020).
Brother's Keeper est un logiciel de généalogie pour Windows. En français le nom Brother's Keeper se traduit par gardien de frère.
Le programme fonctionne comme une base de données, un planificateur de recherche et un organisateur de tâches, un analyseur de données, un producteur de graphiques et un rédacteur de rapport. Le logiciel permet l'exportation et l'importation dans la spécification GEDCOM pour l'échange de données généalogiques.
Brother's Keeper utilisait Btrieve comme moteur de base de données sous-jacent avant la version 7.
Brother's Keeper a une liste de diffusion pour l'assistance utilisateur.
Il est possible d'intégrer des photographies des personnes dans la base de données.

## Langues
Brother's Keeper est disponible dans les langues suivantes : anglais, norvégien, français (Canada), français (Belgique), afrikaans, allemand, catalan, danois, estonien, finlandais, islandais, néerlandais, néerlandais (Belgique), polonais, portugais, russe, slovène, slovaque, suédois, et tchèque.